# Марія Овсянкіна
Марія Рікерс-Овсянкіна (1898–1993) — російсько-німецько-американська психологиня. Вона вивчала те, що зараз відомо як ефект Овсянкіної, варіація ефекту Зейгарніка. Овсянкіна працювала на різних психологічних посадах, у тому числі працювала з хворими на шизофренію. Вона написала книги про психологічне тестування.

## Особисте життя
Овсянкіна народилася в Читі, Російська імперія, в 1898 році. У родині їй дали прізвисько Маріка. Батько Овсянкіна заснував перший російсько-азіатський банк і був власником вугільної шахти. Після російської революції вона емігрувала до Берліна через політичні потрясіння, і для заможних батьків було звично відправляти своїх дітей до школи в інше місце. Овсянкіна вивчала вигаданих персонажів у зв'язку з їхніми особистостями, і їй хотілося більше вивчати цю тему в університеті. Оскільки для неї не було такої програми, вона вивчала особистість у Психологічному інституті Берлінського університету. Під час навчання в університеті Овсянкіна викладав Курт Левін. Серед її однокурсників були відомі нині психологині Тамара Дембо, Гіта Біренбаум, Блюма Зейгарнік. У 1928 році вона отримала ступінь доктора філософії в Університеті Гіссена, її дисертація була зосереджена на тому, як люди діють, коли їх переривають виконати певне завдання, що пізніше було названо ефектом Овсянкіної.

## Кар'єра
Після закінчення аспірантури Овсянкіна кілька років працювала психологинею у Німеччині. Працювала науковою співробітницею, асистенткою викладача, консультанткою у в'язниці. Усі ці роботи залишили її незадоволеною, і в 1938 році вона переїхала до Сполучених Штатів, де знову зустріла Дембо, а також зустріла європейську психологиню Євгенію Ганфманн, яка також була ученицею Левіна. Вони разом працювали в Вустерській державній лікарні в Массачусетсі, де Овсянкіна почала працювати з пацієнтами, хворими на шизофренію, і вважала багатьох з них своїми близькими друзями. У 1935 році вона почала працювати в Wheaton College викладачкою психології. На даній роботі вона перебувала протягом 14 років. У 1949 році вона розробила та керувала програмою клінічної підготовки в Університеті Коннектикуту. Овсянкіна цікавилася психологічним тестуванням, зокрема тестом Роршаха, і написала книги про ці тести. Вона також викладала в коледжі Маунт-Голіок, Університеті Орегону, Корнелльському університеті, Гарвардському університеті та Північно-східних університетах.

### Ефект Овсянкіної
У 1928 році Овсянкіна досліджувала варіант ефекту Зейгарнік, відомий як ефект Овсянкіна. Ефект Зейгарнік стверджує, що люди запам'ятовують незавершені або перервані завдання більше, ніж завершені. Під час тесту Овсянкіна давала випробуваним завдання для виконання та залишала їх одних у кімнаті для вивчення, а учасники знову починали працювати над завданням. Її підхід до дослідження попереднього ефекту показав, що «що переривання дії саме по собі не є причиною ефекту Зейгарніка. Визначальним фактором є психологічна ситуація, як вона сприймається людиною, тобто чи сприймається мета (наприклад, правильне вирішення завдання) як досягнута, чи ні». Ефект Овсянкіної також «показав, що перервані завдання майже завжди відновлюються».

## Пізніше життя і смерть
Овсянкіна вийшла на пенсію в 1965 році і переїхала до Каліфорнії, де викладала в Каліфорнійському університеті в Берклі. Померла в 1993 році, похована в Німеччині.